# Cassini-Huygens
Cassini-Huygens je bil skupni projekt vesoljskih agencij NASA, ESA in ASI in vesoljska sonda, namenjena proučevanju Saturna in njegovih naravnih satelitov.  
Sondo so izstrelili 15. oktobra 1997 in je dosegla Saturn 1. julija 2004. 25. decembra 2004 se je sonda razdelila na orbiter Cassini in sondo Huygens. Cassini zdaj kroži okrog Saturna in pošilja fotografije planeta in njegovih lun, Huygens pa je 14. januarja 2005 pristal na luni Titan in od tam poslal fotografije in atmosferske meritve.
Sonda je dobila ime po italijansko-francoskem matematiku, astronomu in inženirju Giovanniju Domenicu Cassiniju in po nizozemskem astronomu, fiziku in matematiku Christiaanu Huygensu.
Ker je sondi zmanjkalo goriva za manevriranje se je NASA odločila, da jo strmoglavi na Saturn in tako prepreči morebitni trk s Saturnovimi lunami ter posledično njihovo kontaminacijo. Sonda je strmoglavila na Saturn 15. septembra 2017 pri tem pa oddajala znanstvene podatke do zadnjega trenutka.